# دوري أندورا الممتاز 2017–18
دوري أندورا الممتاز 2017–18 هو الموسم 23 من  دوري أندورا الممتاز. أقيم خلال الفترة 17 سبتمبر 2017 وحتى 24 مايو 2018، والذي يشرف على تنظيمه اتحاد أندورا لكرة القدم، وكان عدد الأندية المشاركة فيه  8، وفاز فيه نادي سانتا كولوما.